# Misery (chanson de Gwen Stefani)
Singles de Gwen Stefani
Make Me Like You
(2016) You Make It Feel Like Christmas
(2017)
Misery est le troisième single de Gwen Stefani sorti le 23 mai 2016 extrait de son album This Is What the Truth Feels Like.

## Classements
| Classement (2016)                   | Meilleure position |
| ----------------------------------- | ------------------ |
| France (SNEP)                       | 127                |
| Écosse (OCC)                        | 72                 |
| États-Unis (Bubbling Under Hot 100) | 11                 |
| États-Unis (Adult Pop Songs)        | 34                 |
| États-Unis (Digital Songs)          | 45                 |